# Brug 2323
Brug 2323 is een bouwkundig kunstwerk in Amsterdam Nieuw-West. 

## Ligging
De brug maakt deel uit van een familie bruggen met hetzelfde ontwerp: brug 2322, brug 2324 en bruggen 2363 en 2364. Alle vijf de bruggen werden geplaatst rondom het Amsterdamse gedeelte van de Haarlemmerweg. Ze zijn geplaatst op het traject van die weg tussen de kruisingen met de Rijksweg 10 (Ringweg Amsterdam) en de Seineweg in Amsterdam Nieuw-West. Brug 2322 zorgt daarbij voor de verbinding tussen de Subangstraat en de doorgaande fietsroute langs de zuidelijke kant van de Haarlemmerweg net buiten de ring. Ze geeft middels brug 2324 een doorgaande route naar de Harry Koningbergerstraat. 

## Geschiedenis
In 2019 en 2020 werden grootscheepse werkzaamheden verricht aan de Haarlemmerweg. Ze degradeerde daarbij van rijksweg (A200/N200) tot een stedelijke weg. Die werkzaamheden werden aangegrepen om ook het karakter van de weg aan te passen aan het stedelijk gebied waarin zij kwam te liggen. Zo werden voet- en fietspaden vanuit Slotermeer en Geuzenveld doorgetrokken over de Haarlemmerweg en Haarlemmertrekvaart richting de noordelijker gelegen sportvelden en wijk Amsterdam Westpoort, dit mede door de gedeeltelijk herontwikkeling van dat laatste van puur kantoorgebied naar een woon-kantoorgebied. Zij moeten er voor zorgen dat voetgangers en fietsers de drukke verkeerskruisingen en -bruggen ter hoogte van Kimpoweg, Radarweg en Seineweg zullen mijden. De bruggen werden in één ontwerp aangelegd door Rijkswaterstaat aangezien het dijklichaam waarop de Haarlemmerweg ligt een primaire waterkering is. De brug ging eerst naamloos door het leven, maar werd in de periode na oplevering voorzien van een Amsterdams brugnummer 2323.